# 25/17
«25/17» (до 2009 года — «Иезекииль 25:17») — российская музыкальная группа, основанная омскими музыкантами Андреем Позднуховым («Бледным») и Антоном Завьяловым («Антом»).

## Концертные туры
- 2010 — «Зебра» / Презентация нового альбома «Зебра» (тур в поддержку альбома Зебра)
- 2010 — «Межсезонье»
- 2011 — «Дальше действовать будем мы»
- 2012 — «Песни о Любви и Смерти» /Презентация нового альбома «Песни о Любви и Смерти» (тур в поддержку альбома Песни о Любви и Смерти)
- 2012—2013 — «10 лет на волне» (юбилей группы)
- 2014—2015 — «Русский подорожник» / Презентация нового альбома «Русский подорожник» (тур в поддержку альбома Русский подорожник) (осень-зима) | «С каждым шагом ближе» («Русский подорожник» + лучшее + новое) (2015) (весна)
- 2014—2021 — «Обитель. 16 рота» (концерты-спектакли)
- 2015 — «#партур» (Новое. Лучшее. ПАР)
- 2016 — «ЖИВОЙНЕЖИВОЙ»
- 2017—2019 — «Умереть от счастья» (концерты-спектакли)
- 2017—2018 — «Ева едет в Вавилон» / Презентация нового альбома «Ева едет в Вавилон» (тур в поддержку альбома Ева едет в Вавилон) (осень 2017 — весна 2018, по городам России и некоторым городам СНГ) | «Ева покидает Вавилон» (весна 2018, МСК и Питер)
- 2018—2019 — «ВСПОМНИТЬ ВСЁ» (большой тур) (осень-зима 2018, весна 2019)
- 2021—2022 — «Электричество» (осень 2021, частично перенесён на зиму-весну 2022)
- 2022—2023 — «20 лет на волне» / «Двадцать лет на волне» (юбилей группы, большой тур) (осень-зима 2022, весна-лето 2023)
- 2023—2024 — «Радость встреч и расставаний» / Презентация нового альбома «Радость встреч и расставаний» (тур в поддержку альбома Радость встреч и расставаний) (первые стадионные концерты в МСК и Питере, большой тур) (осень-зима 2023, зима (Минск) — весна 2024)
- 2024—2025 — «Русский подорожник. 10 лет» (юбилей легендарного альбома, большой тур) (осень 2024 - весна 2025)

## История
Группа «Иезекииль 25:17» была создана в 2002 году в Москве, как сольный проект Андрея Бледного, экс-участника омской рэп-группы «Ртуть». Название происходит от библейского стиха из книги ветхозаветного пророка Иезекииля (глава 25: стих 17), который в искажённом виде цитирует персонаж Сэмюэля Л. Джексона в фильме «Криминальное чтиво».
Причины для выбора имени группы было три. Первая: мы взяли отличный отрывок из Библии, причём, для меня это — слова о любви, которую Бог проявляет к нам. И сейчас у каждого есть шанс узнать о Нём, не испытывая Его гнев. Вторая — фильм «Криминальное чтиво», где этот отрывок цитируется, правда, в искажённом варианте. А третья причина в том, что те слова из фильма любимая нами группа Cypress Hill использовала в своем треке «Make a move».Бледный.
22 декабря 2002 года в Омске состоялось первое выступление «Иезекииль 25:17». А дебютный альбом «Честное слово третьего подземелья» вышел в 2004 году при поддержке лейбла группы «Многоточие» — Dots Family Records. В этом проекте приняли участие представители независимого русского рэпа, объединённые схожими взглядами на творчество.
В 2005 году в состав группы вошла певица Тома Амот. А 1 апреля 2006 года к «Иезекииль 25:17» присоединился Ант, на тот момент ещё участник группы «Отрицательное Влияние». Его приход в группу повлёк за собой изменение в звучании — музыкальный рисунок значительно усложнился и усовершенствовался, стал более мелодичным.
В июле 2008 года группа выпускает второй альбом «Засада. Крепче стали», нечто вроде официальной компиляции артистов лейбла «Засада Production» и их единомышленников. В октябре Анта приглашают принять участие в шоу о хип-хопе «Битва за респект» на канале Муз ТВ, и по итогам зрительского голосования на сайте Rap.ru он становится победителем. Беспрецедентный телерейтинг первой «Битвы за респект» вкупе с действительно удачными треками, представленными в телеэфире, значительно расширили аудиторию группы.
В конце 2008 года группа при участии DJ Navvy выпускает микстейп «Сплавы», в который вошли ремиксы, от приближенных к группе музыкантов, на треки с альбома «Засада. Крепче стали», также материал, не вошедший в этот альбом, совместные треки и эксклюзив, записанный специально для этого микса.
Весной 2009 года по совету экс-продюсера «Касты» Аркадия Слуцковского группа сокращает название до «25:17», однако вместо двоеточия разделителем стала косая черта из-за того, что в то время стала популярна группа «23:45»; также радио и телеведущим было трудно выговаривать название группы. Тогда же был записан третий, а по мнению участников — первый полноценный альбом «Только для своих». В работе не принимала участие Тома Амот, начавшая сольную карьеру. Альбом вошёл в тройку лучших альбомов года по результатам голосований на тематических сайтах.
В этом же году группа участвует в альбоме-посвящению Виктору Цою — «КИНОпробы. Рэп-трибьют», записав кавер-версию на «Мама, мы все тяжело больны». На этот трек был снят видеоклип с Александром Башировым в главной роли, который вновь сыграл афериста Спартака из кинофильма «Игла».
В сентябре 2010 года был закрыт лейбл «Засада Production — Западно-сибирский дом хип-хопа», объединявший ряд артистов из Омска и Москвы: «25/17», «Сибирский Синдикат», «Отрицательное Влияние», D-MAN 55, «Идефикс», «Сангу дэ Сао», «Дэфолиант» и «ГРОТ». Этот лейбл начал свою историю в 1998 году как объединение рэп-групп из Омска. Идея рэп-формирования принадлежит Андрею Бледному, на тот момент участнику группы «Ртуть». Со временем «ЗАСАДА» вышла на другой уровень: перешла в статус промогруппы и стала заниматься организацией фестивалей, концертов и гастролей.
Мы приняли это решение ещё в мае. За прошедшие месяцы у нас было время подумать. Мы закрываем лейбл ЗАСАДА production. 2010 год — финальный. Мы благодарны всем, кто поддерживал нас и помогал нам все эти годы.Бледный.
В конце 2010 года группа выпускает второй альбом под названием «Зебра», в котором поучаствовали MC 1.8 и Тома Амот. До этого у каждого из участников коллектива вышел сольный мини-альбом, «Полоса белая» — Анта, и «Полоса чёрная» — Бледного.
6 сентября 2011 года выходит мини-альбом «Межсезонье», в записи которого приняли участие несколько приглашённых музыкантов: Дмитрий Ревякин (группа «Калинов мост»), Карандаш, D-MAN 55, МС 1.8, Саграда (группа «Соль Земли») и Миша Маваши.
1 января 2012 года Андрей Бледный рассказал в своём ЖЖ, что новый альбом от группы «25/17» появится в марте и будет носить название «Песни о Любви и Смерти». Однако для улучшения звучания альбом доверили свести студии «Wolk Recordings» в Риге, соответственно дата выпуска перенеслась. 11 апреля 2012 года группа выпускает третий альбом — «Песни о Любви и Смерти».
30 октября 2012 года песня «Будь белым» попала в федеральный список экстремистских материалов решением Эжвинского районного суда г. Сыктывкара.
В марте был представлен мини-альбом «Лукавые дни» на ресурсе iTunes. По окончании весеннего тура группа закончила с выступлениями и заверила, что никакого материала от «25/17» раньше 2014 года не будет.
24 июня 2013 года на ресурсе iTunes состоялся выпуск концертного альбома «Бортовой журнал (10 лет на волне. Live)». Вслед за этим, в конце июля «25/17» выпустила концертный фильм с таким же названием, который был снят на выступлении группы осенью 2012 года в клубе Milk, также в фильм вошло интервью группы и архивное видео. Режиссёром выступил Семён Шорохов, уже снимавший клипы для «25/17». Премьера фильма состоялась на телеканале A-One.
С 1 сентября 2014 года группа выпускала по одному клипу в день, снятые на каждый из треков нового альбома «Русский подорожник». В съёмках клипов и записях песен приняли участие такие актёры, как Андрей Мерзликин, Денис Шведов, Зоя Бербер, Вадим Демчог, телеведущий и актёр Сергей Бадюк, писатель Захар Прилепин, а также известные музыканты Дмитрий Ревякин («Калинов мост»), Константин Кинчев («Алиса») и Антон «Пух» («F.P.G.»). Одним из режиссёров стал Александр Велединский, снявший фильм «Географ глобус пропил». Но большая часть работы принадлежит режиссёрам Юлии Ауг и Андрею Давыдовскому. 12 сентября 2014 года состоялся выпуск альбома на iTunes, а немного позднее он стал доступен для приобретения в Google Play.
1 сентября 2015 года был выпущен мини-альбом «Пар», в который вошло 5 треков.
1 сентября 2016 года группы 25/17 и ГРОТ представляют новый мини-альбом под названием «Солнцу навстречу». В поддержку релиза, за два дня до выпуска (30 августа), был представлен одноимённый видеоклип.
24 мая 2016 года песня «Линия фронта» попала в федеральный список экстремистских материалов решением Благовещенского городского суда.
28 февраля 2017 года вышел студийный альбом группы «Умереть от счастья». В записи альбома приняли участие Loc-Dog, Ёлка, Глеб Самойлов и другие. 15 сентября 2017 года состоялся релиз шестого студийного альбома под названием «Ева едет в Вавилон». Альбом состоит из 12 треков.
4 марта 2020 года на пресс-конференции группа анонсировала на осень выход нового альбома под названием «Байки из склепа». 16 сентября 2020 года состоялся интернет-релиз первой части пластинки. Вторая её часть вышла 21 октября 2020 года. Третья, заключительная, часть увидела свет 26 ноября 2020 года. Полная версия альбома была выпущена 15 декабря 2020 года. В релиз, состоящий из 22 треков, вошли все композиции, составившие трилогию EP.
8 апреля 2022 года состоялся релиз альбома «Неизбывность». Песня «Остаться» с этой пластинки 3 июня стартовала в «Чартовой дюжине» «Нашего радио».
1 сентября, в день 40-летия Антона Завьялова, вышел альбом «Одолень», в который вошло 7 треков.

## «Лёд 9»
12 апреля 2011 года состоялся официальный выпуск дебютного сингла «Ещё хуже» нового сайд-проекта группы — «Лёд 9», а 25 октября выходит сам альбом под названием «Холодная война». Катализатор каждого трека с дебютного альбома «Лёд 9» — фрагменты песен группы «Гражданская оборона».
Не стоит путать группу «25/17» и проект «Лёд 9». Проект «Лёд 9» очень концептуальный, в нём совсем другая концепция звука, концепция музыкальная, текстовая. Мы вдохновлялись творчеством наших земляков группы «Гражданская оборона»Бледный говорит в одном из интервью.
26 сентября 2013 года был выпущен второй альбом «Искушение святого простолюдина».

## Состав
- Бледный — MC, идеи, текст, панчи, шутки (2002—наши дни)
- Ант — вокал, MC, бубен, идеи, аранжировки, текст, стендап (2006—наши дни)
- Богдан Солодовник — бас-гитара (2012—наши дни)
- Константин Овчинников — ударные (2021—наши дни)
- Владимир Крылов — гитара (2022—наши дни)

### Бывшие участники группы
- A-Nik — звукорежиссёр (2002—2005)
- Тома Амот — вокал, бэк-вокал (2005—2008)
- Павел Черногородов — гитара (2012—2014)
- Тарас Андреев — ударные (2012—2021)
- Рустам Мунасипов — гитара (2014—2019, 2021—2024)
- Максим Соколов — гитара (2015—2021)
- Дмитрий Багель — гитара (2019—2021)

## Дискография

### Студийные альбомы

#### «Иезекииль 25:17»
- 2004 — «Честное слово третьего подземелья»
- 2008 — «Засада. Крепче стали»

#### «25/17»
- 2009 — «Только для своих»
- 2010 — «Зебра»
- 2012 — «Песни о Любви и Смерти»
- 2014 — «Русский подорожник»
- 2017 — «Умереть от счастья»
- 2017 — «Ева едет в Вавилон»
- 2020 — «Байки из склепа»
- 2023 — «Радость встреч и расставаний»

### Мини-альбомы
- 2010 — «Сила сопротивления» (совместно с группой «ГРОТ»)
- 2010 — «Полоса чёрная» (Бледный)
- 2010 — «Полоса белая» (Ант)
- 2011 — «Межсезонье»
- 2013 — «Лукавые дни»
- 2015 — «Пар»
- 2015 — «Обитель. 16 рота. Песни из спектакля»
- 2016 — «Просто»
- 2016 — «Солнцу навстречу» (совместно с группой «ГРОТ»)
- 2022 — «Неизбывность»
- 2022 — «Одолень»

### Микстейпы
- 2007 — «Жизнь У» (совместно с DJ Navvy)
- 2008 — «Сплавы» (совместно с DJ Navvy)

### Сборники
- 2012 — «На волне»
- 2015 — «Весь мир идёт на меня войной»
- 2015 — «#партур»
- 2016 — «Пой со мной»
- 2019 — «ВСПОМНИТЬ ВСЕ. Часть 1. Чтиво».
- 2019 — «ВСПОМНИТЬ ВСЕ. Часть 2. Комнатный».
- 2019 — «ВСПОМНИТЬ ВСЕ. Часть 3. Электричество».
- 2019 — «ВСПОМНИТЬ ВСЕ. Часть 4. Ковры».
- 2022 — «Байки из склепа. Послесловие»
- 2022 — «Комнатный. Новоселье»
- 2023 — «Двадцать лет на волне»

### Концертные альбомы
- 2013 — «Бортовой журнал (10 лет на волне. Live)»
- 2015 — «Русский подорожник. Концерт в Москве»
- 2015 — «Соль» (Живая запись с эфира Рен-ТВ, в программе «Соль»)
- 2016 — «Воздух» (Живая запись)
- 2016 — «Соль (16.10.16)»
- 2017 — «Последний герой. Акустика редких людей (15.03.17)»
- 2017 — «Воздух (16.12.17)»
- 2017 — «Ева едет в Вавилон. Концерт в Stadium»
- 2018 — «Квартирник у Маргулиса»

### Макси-синглы и промовыпуски
- 2005 — «Так была нада» (Бледный)
- 2008 — «Каникулы» (Тома Амот)
- 2008 — «Держитесь крепче» (совместно с DJ Navvy)
- 2010 — «Всем весна!» (совместно с «ГРОТ», «Идефикс», Ганза, Джонни, D-Man 55)

### Синглы
- 2009 — «Овощи» («Идефикс» & Бледный)
- 2009 — «На городской карте»
- 2009 — «Моё оружие» (уч. FAQ)
- 2009 — «Т. Д. С.»
- 2010 — «Собака»
- 2010 — «Никто не сможет меня остановить»
- 2011 — «Огонь»
- 2011 — «Моя крепость» (уч. Миша Маваши)
- 2012 — «Мы сами заслужили это» (уч. Миша Маваши)
- 2012 — «Звуковое письмо»
- 2013 — «Топоры»
- 2013 — «Внутри разбитой головы» (уч. Саграда)
- 2013 — «Следопыт» (уч. «Идефикс»)
- 2014 — «Рахунок» (уч. Дмитрий Ревякин)
- 2014 — «Имя имён»
- 2015 — «Сети» (уч. Бранимир)
- 2015 — «Весь мир идёт на меня войной»
- 2015 — «Щеглы»
- 2015 — «Живым»
- 2016 — «Раскалённые будни» (Памяти Анатолия Крупнова)
- 2016 — «Солнцу навстречу» (уч. «ГРОТ»)
- 2016 — «Все так же на волне»
- 2016 — «Ещё одно место под солнцем»
- 2016 — «Вся моя жизнь на городской карте»
- 2016 — «Голова, чтобы думать»
- 2016 — «Новый вирус» (уч. Зоя Бербер)
- 2016 — «Сибирский марш»
- 2016 — «07.11.76»
- 2017 — «Она не такая, как все»
- 2017 — «На Запад Солнца» (уч. Саграда)
- 2017 — «Комната»
- 2017 — «Бит шатает голову» (уч. Хаски)
- 2018 — «РКНРЛМРТВ»
- 2018 — «Песок» (уч. Саграда и Катя «Drummatix»)
- 2018 — «Судьба (Проклятый рэп)» (уч. Лигалайз)
- 2018 — «Судьба»
- 2018 — «Вспомнить все»
- 2018 — «Эротические сны» (уч. «Ногу свело!»)
- 2019 — «Племя» (уч. Мэйти)
- 2019 — «Патрон» (уч. ЛСП)
- 2019 — «Остров»
- 2019 — «Песок (Saint Rider Remix)» (п.у. Саграда и Катя «Drummatix»)
- 2020 — «Карантин»
- 2020 — «На воздушных шарах» (уч. Мэйти и Ант)
- 2020 — «Любовь во время чумы» (п.у. Ёлка)
- 2020 — «Мой 98-й»
- 2021 — «Родео» (уч. РИЧ)
- 2021 — «Пепел» (уч. «Грязь»)
- 2022 — «Россимон»
- 2022 — «Культурка»
- 2023 — «ЧБ (На территории всей страны) Live»
- 2023 — «Луна. Электричество» (п.у. Эм Калинин)
- 2023 — «Холодная весна. Электричество»
- 2023 — «Береги себя 23» (уч. РИЧ и Саграда)
- 2023 — «В нашем маленьком городе» (уч. Бранимир и Чиж)
- 2023 — «Воспоминания» (п.у. Ольга Глазова)
- 2023 — «Братская крепость» (п.у. Александр Позднухов)
- 2023 — «Три вагона»
- 2024 — «Пропаганда»
- 2024 — «Главное, что есть ты у меня (Любэ cover)»
- 2024 — «Народная»
- 2024 — «Корни» (п.у. Саграда)
- 2025 — «Карнавала не будет» (п.у. Саграда)

### Сайд-проект «Лёд 9»

#### Студийные альбомы
- 2011 — «Холодная война»
- 2013 — «Искушение святого простолюдина»

#### Мини-альбомы
- 2019 — «Оглушительная тишина»

#### Синглы
- 2011 — «Ещё хуже»
- 2013 — «Пожар»
- 2013 — «999»
- 2013 — «Печь»
- 2014 — «Абоминог» (Рахунок 2)
- 2016 — «Когти»
- 2017 — «Когти» (Концертная версия)
- 2017 — «Когти» (Remix) (OLIGARKH x ЛЁД-9)
- 2018 — «Сердце и печень»
- 2018 — «Пьяный батя»
- 2019 — «Мы — лёд»
- 2019 — «Кристаллы»
- 2021 — «Небо»
- 2024 — «Пропаганда»

### Сайд-проект «Апельсиний жмых»

#### Мини-альбомы
- 2020 — «Корона Российской Империи»

#### Синглы
- 2020 — «Домосед»
- 2020 — «Наелся и спит»
- 2020 — «Зверь»
- 2020 — «Одиночество»
- 2020 — «Король»
- 2020 — «Посидел»

## Отзывы, критика
В октябре 2009 года журнал о хип-хоп культуре «Слово» подверг коллектив «25/17», Андрея Позднухова и лейбл «Засада Production» резкой критике за, по их мнению, религиозный фанатизм, националистический и фашистский уклон текстов.
Впрочем, вспоминая этот период, Андрей сказал в одном из своих интервью 2014 года: «Мы транслируем те же ценности, что и раньше. Мы как раньше не пели „бей жидов — спасай Россию“, так и сейчас не поём. <…> А что касается самой радикальной части аудитории, то в её глазах мы предали все, что можно предать. <…> Да ещё стали этот радикализм высмеивать в своих песнях и интервью. Для них сейчас появилось много других коллективов, которые дают то, что этому слушателю нужно, условное „бей жидов — спасай Россию“ Вот это как раз абсолютное подземелье.»
В январе 2011 года Константин Кинчев на вопрос о его отношении к группе «25/17» ответил:

Очень нравится. Считаю, что «25/17» лучшее, что есть на ниве отечественного рэпа.
В своей рецензии на альбом «Зебра» писатель Захар Прилепин отметил:

Даже не понятно, кто обрадуется (или рассердится) на новую пластинку больше. Люди, полюбившие «25/17» за «Бейся!» и «Будь белым-2» (…) или те, кто заслушал «На городской карте» и «Долго-долго».
Я-то «25/17» люблю и за то, и за другое, и за третье, мне проще. Впрочем, есть даже не надежда, а небезосновательная уверенность, что людей с
равной благодарностью воспринимающих омскую команду и в её лирической ипостаси, и в брутально-агрессивной — большинство.
Объяснение тому простое — Бледный и Ант, и в нежности к миру, и в ярости к нему — очень органичны.

В интервью на вопрос, что Павел «Паштет» Филиппенко (группа «I.F.K.») думает о русском рэпе, он сказал:

На концерте 25/17 (вместе с ГРОТ и Идефикс) увидел совсем иной рэп, нежели в телевизоре и на радио — искренность, здоровый пафос и оригинальность. Даже поклонники другой музыки смогут с уверенностью сказать: «Вот этим парням я верю!». Думаю, за этим будущее.

Известный боксёр и боец смешанных единоборств Роман Зенцов поделился своими музыкальными предпочтениями:

Музыку слушаю разную, но позитивную, не попсу, которая разрушает мозг, душу и психику. Слушаю от классики до набирающих сегодня обороты «25/17», «ГРОТ», Арни. Считаю ребят, которых назвал очень перспективными, и главное они нашли те слова, ту подачу, которая без лишнего словоблудия доходит до умов, сердец нашей молодёжи. На мой взгляд, это происходит потому, что поют правду, делают это искренне. Молодцы ребята, моё им уважение!

Российский актёр театра и кино Андрей Мерзликин также рассказал о том, какую музыку слушает:

Года два назад совершенно неожиданно для себя я стал слушать рэп. Русский рэп. Я очень уважаю «25/17» — это и есть то, что мы в своё время называли русским роком: это самобытная поэзия, которая не является повторением американской культуры. Конечно, ребята абсорбировали весь её пласт, но в итоге стали сами собой. Рэп — абсолютное самовыражение через текст.

30 октября 2012 года песня «Будь белым» попала в федеральный список экстремистских материалов решением Эжвинского районного суда города Сыктывкара. Первая версия этого трека была записана в 2000 году, и в 2005 году издана на альбоме «Черепашьи Бега» группы Анта — «Отрицательное Влияние». Когда Ант стал частью «Иезекииль 25:17», был записан сиквел — «Будь белым-2 (Будь самим собой)» (с альбома «Засада. Крепче стали»), который и был признан экстремистским. Бледный заявил, что юристы группы уже разбираются с вопросом.
В 2013 году журнал «Афиша» (в лице автора Феликса Сандалова) в своей статье об исполнителях правого рэпа в России причислил к ним 25/17, а также назвал группу ответственной за его массовую популяризацию. Статья в электронном варианте вышла с такой адресной строкой — «rusrap_nazi».

## Видео

### 25/17
- 2008 — «Бейся! (сердце)» при уч. D-MAN 55 (производство: Lider Media Group)
- 2008 — «Чужое» при уч. Сангу дэ САО (производство: Lider Media Group)
- 2009 — «Овощи» при уч. Идефикс (производство: Lider Media Group)
- 2009 — «На городской карте» (реж. Андрей Давыдовский)
- 2009 — «Только для своих» (реж. Андрей Давыдовский)
- 2010 — «Собака (DJ Navvy mix)» (реж. Владимир Тё)
- 2010 — «Никто не сможет меня остановить» (реж. Андрей Давыдовский)
- 2011 — «Огонь» (реж. Андрей Давыдовский)
- 2011 — «Мама, мы все тяжело больны» (реж. Андрей Давыдовский)
- 2011 — «Бесконечное одиночество» (реж. Семён Шорохов)
- 2011 — «Жду чуда» (реж. Семён Шорохов)
- 2012 — «Череп и кости» (реж. Андрей Давыдовский)
- 2012 — «Моя крепость» при уч. Миша Маваши (реж. Семён Шорохов)
- 2012 — «Звезда» (реж. Юлия Ауг)
- 2013 — «На волне» (реж. Семён Шорохов)
- 2013 — «Топоры» (реж. Юлия Ауг)
- 2013 — «Внутри разбитой головы» при уч. Саграда (реж. Андрей Давыдовский)
- 2014 — «Пока не выключат свет» (х/ф «Восьмёрка» Алексея Учителя) (реж. Алексей Учитель)
- 2014 — «Подорожник» (реж. Юлия Ауг)
- 2014 — «Под цыганским солнцем» (реж. Юлия Ауг)
- 2014 — «Чернотроп» (реж. Семён Шорохов)
- 2014 — «Поезд» (реж. Андрей Давыдовский)
- 2014 — «Горький туман» (реж. Юлия Ауг)
- 2014 — «Волчонок» (реж. Юлия Ауг)
- 2014 — «Облако» (реж. Юлия Ауг)
- 2014 — «Последний из нас» (реж. Юлия Ауг)
- 2014 — «Думай сам» (реж. Александр Велединский)
- 2014 — «Зима-мама» (реж. Андрей Давыдовский)
- 2014 — «Девятибалльно» (реж. Юлия Ауг)
- 2014 — «Отец» (реж. Юлия Ауг)
- 2015 — «Под цыганским солнцем» (акустическая) (реж. Юлия Ауг)
- 2015 — «Торт» (реж. Андрей Давыдовский)
- 2015 — «Каток» (реж. Андрей Давыдовский)
- 2015 — «Людмила» (реж. Андрей Давыдовский)
- 2015 — «Пар» (реж. Андрей Давыдовский)
- 2015 — «Свет» (реж. Андрей Давыдовский)
- 2016 — «Чёрная касса (Крекс, Фекс, Пекс)» (реж. Андрей Давыдовский)
- 2016 — «Солнцу навстречу» при уч. ГРОТ (реж. Андрей Давыдовский)
- 2016 — «Новый вирус» (уч. Зоя Бербер) (реж. Андрей Давыдовский)
- 2018 — «Ранен» (реж. Андрей Давыдовский)
- 2022 — «Город» (реж. Роман Михайлов)
- 2023 — «ЧБ (На территории всей страны)» (реж. Renegade Cinema)

### Лёд 9
- 2011 — «Ещё хуже» (реж. Борис Гуц)
- 2012 — «Котята два» при уч. Захар Прилепин (реж. Борис Гуц)
- 2012 — «Ад холода» при уч. Константин Кинчев (реж. Алексей Храмцов)
- 2013 — «Лёд девять (Концертная версия)» (реж. Борис Гуц)
- 2013 — «Печь» (реж. Андрей Давыдовский)
- 2013 — «Русская идея» (реж. Юлия Ауг)
- 2013 — «Спарта» (реж. Влад Зиздок)
- 2017 — «Когти (Концертная версия)» (реж. Renegade Cinema)
- 2021 — «Небо» (реж. Renegade Cinema)

## Фильмография
- 2012 — «Хип-хоп в России: от 1-го лица» (серия 106)
- 2013 — «Настоящий рэп»
- 2013 — «Околофутбола»
- 2013 — «RHHB (Russian Hip Hop Beef)»
- 2013 — «Восьмёрка»
- 2019 — «В Кейптаунском порту»
- 2022 — «Сказка для старых»
- 2023 — «Отпуск в октябре»
- 2023 — «Ласт Квест»
- 2025 — «Путешествие на солнце и обратно»

### Концертные фильмы
- 2013 — «Бортовой журнал (10 лет на волне. Live)»
- 2015 — «Русский подорожник (Концерт в Москве. Live)»
- 2015 — «Соль» Аудиоверсия программы «Соль» на канале РЕН ТВ
- 2016 — «Воздух» Концерт на НАШЕм Радио в программе «Воздух»
- 2017 — «Ева едет в Вавилон (фильм-концерт)»
- 2018 — 25/17 на «Квартирнике НТВ у Маргулиса»
- 2023 — Программа «Соль». Полный концерт и интервью на РЕН ТВ
- 2023 — 25/17 на «Квартирнике у Маргулиса»
- 2024 — 25/17 на «Квартирнике у Маргулиса». Юбилей альбома «Русский подорожник»

### Саундтрек
- 2010 — «Прячься!»
- 2013 — «Краплёный»
- 2013 — «Околофутбола»
- 2013 — «Восьмёрка»
- 2014 — «Физрук» (2 сезон)
- 2015 — «Воин»
- 2017 — «Реальные пацаны»
- 2017 — «Улица»
- 2018 — «Реальные пацаны»
- 2020 — «Корни» (1 сезон)
- 2021 — «Обитель»
- 2021 — «Сказка для старых»
- 2023 — «Отпуск в октябре»
- 2023 — «Плейлист волонтёра»
- 2025 — «Путешествие на солнце и обратно»

## Награды и номинации
- Ант — победитель первого телевизионного хип-хоп шоу «Битва за респект».
- Две номинации на Russian Street Awards 2010: Альбом года («Только для своих») и Лучший видеоклип года («На городской карте»).
- STADIUM RUMA (Russian Urban Music Awards) 2012: победа в номинации Клип года («Жду чуда»). Номинации: Артист года, Хит года («Жду чуда»)[23].
- Победители премии «Чартова Дюжина» 2018 в номинации «Группа» и «Альбом»

## Факты
- Студия «Т. Д. С records», принадлежащая группе «25/17», сделала музыкальное оформление к рекламе «Snickers» и гимн к церемонии Russian Street Awards[24].
- В 2005 году коллектив записал совместный трек с группой «Каста» (Хамиль и Змей) — «Я слышу (Голоса)», но в 2008 году было принято решение «заморозить» и не выпускать этот трек. Однако песня была слита в сеть и впоследствии издана на альбоме группы «Сангу Дэ САО», уже без участия «Касты»[25]. Изначально в песне должны были участвовать Бледный и Хамиль, только потом присоединились Змей и Ант[26]. На момент написания песни все четверо находились в разных группах: Хамиль («Каста»), Бледный («Иезекииль 25:17»), Ант («Отрицательное влияние»), Змей («Грани»).